# James Duckworth
James Duckworth (21 de enero de 1992) es un  jugador australiano profesional de tenis. Actualmente, ocupa la posición N.º 100 del ranking ATP de individuales.

## Carrera profesional

### 2011
Duckworth comenzó el año recibiendo una invitación para participar en las fases de clasificación de los torneos de 2011 Brisbane International y Abierto de Australia 2011. Después de la serie de torneos del verano australiano Duckworth se dirigió a Europa con la esperanza de aumentar su ranking. Duckworth eligió una serie de torneos "future" celebrados en Polonia e Italia, donde alcanzó cuatro títulos y dos finales.
Su última victoria fue en el Este de Padua, donde derrotó al australiano Jason Kubler en el camino a la final, donde enfrentó a Daniele Giorgini. Estos resultados le permitieron entrar en el top 300.

### 2012
Comienza el año recibiendo una wild-card para los tres torneos principales en su país: Brisbane (ganando a Nicolas Mahut en primera ronda cayendo en la segunda ante Gilles Simon, Sídney (perdiendo ante Jarkko Nieminen en el primer partido) y Abierto de Australia (ganando a Jürgen Zopp en el primer partido, y perdiendo ante Janko Tipsarević en segunda ronda). Ya apenas vuelve a jugar en torneos ATP, solo jugando la fase de clasificación para Roland Garros. En los Challenger tampoco tiene grandes resultados, obteniendo unas semifinales en Sao Paulo y otras en su país como resultados más destacados.

### 2013
Comienza el año recibiedno de nuevo una wild-card para el Torneo de Sídney, donde cae ante Denis Istomin en primera ronda. De nuevo compite en el Abierto de Australia gracias a las invitaciones. Gana en primera ronda a su compatriota Benjamin Mitchell en un partidos durísimo para caer en la segunda vuelta ante Blaz Kavcic en otro gran partido. En marzo gana el Future, Australia F5. Un mes más tarde conquista el Chile F3, tras ganar al local Christian Garín en la final. En mayo clasificaría para su primer Roland Garros. Vuelve a caer ante Kavcic en la primera ronda por un triple 2-6. También califica para Wimbedon donde cae en primera ronda del cuadro final ante Denis Kudla.
En el Torneo de Bogotá llega hasta la segunda ronda al igual que en el de Washington. Entremedias llegaría a la final del Challenger de Lexington donde cae ante James Ward. Recibe una wild card para el US Open, por lo que disputaría los cuatro major por primera vez. Pierde en primera ronda ante Tim Smyczek. Acabaría el año llegando a las semifinales de los Challenger de Melbourne y de Traralgon. Acaba el año en la posición n.º 133 del ranking.

### 2014
Recibe nuevas wild card para Brisbane y Open de Australia, pero cae en ambos en primera ronda ante Jarkko Nieminen y el n.º 4 Roger Federer, respectivamente. Tras dos meses parado llega a la final del Challenger de Santiago, perdiéndola ante Thiemo de Bakker. En mayo, califica a su segundo Roland Garros pero cae en primera ronda ante el argentino Leonardo Mayer. El 27 de julio ganó su segundo título del circuito ATP Challenger Series y primero en la modalidad de individuales. Obtuvo el título del Challenger de Lexington 2014 derrotando en la final al británico James Ward por 6-3, 6-4.

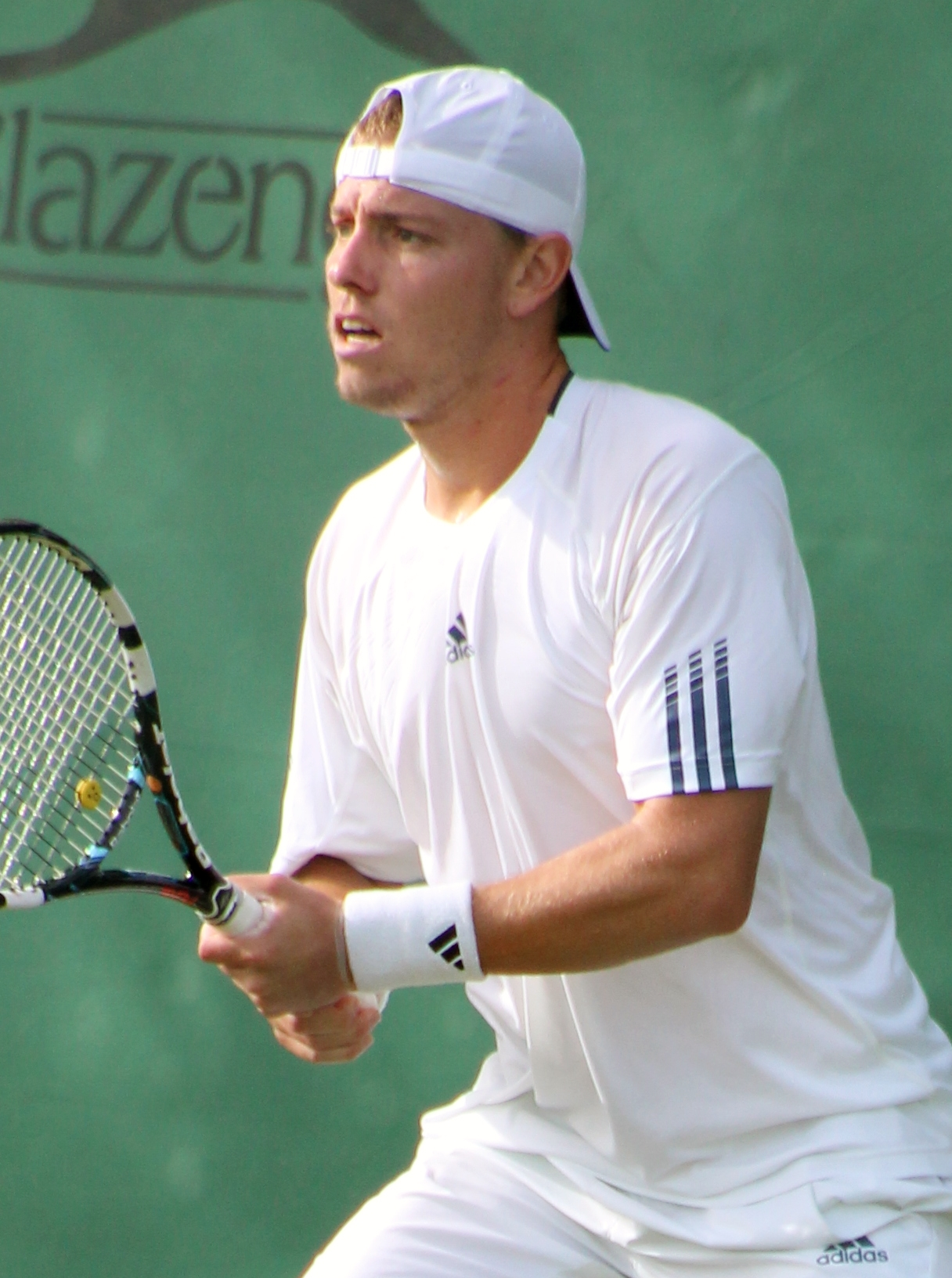
Duckworth en el Campeonato de Wimbledon en 2014.

### 2015: Debut en el Top 100
Al igual que en las tres temporadas anteriores, Duckworth inició su año tenístico en el Brisbane International 2015, tras recibir una invitación (wild card) por parte de los organizadores. En la primera ronda, protagonizó una sorpresa al vencer de manera contundente al número 21 del mundo, Gilles Simon, por 6-2, 6-2. En la siguiente instancia superó a Jarkko Nieminen, lo que le permitió alcanzar por primera vez en su carrera los cuartos de final de un torneo del ATP Tour. Sin embargo, fue derrotado en esa ronda por Roger Federer, quien lo venció en sets corridos, 6-0, 6-1.
Posteriormente, recibió una wild card para disputar el Abierto de Australia 2015. En la primera ronda venció al esloveno Blaž Kavčič, pero cayó en la segunda ronda ante el 24.º cabeza de serie, el francés Richard Gasquet. En febrero, Duckworth fue el primer cabeza de serie tanto en el Challenger de Delhi como en el Challenger de Kolkata. En Delhi fue eliminado en la segunda ronda, mientras que en Kolkata alcanzó la final, donde fue derrotado por Radu Albot.
En marzo de 2015, Duckworth superó la fase de clasificación del Masters 1000 de Indian Wells y logró una destacada victoria en la primera ronda ante Dominic Thiem. Posteriormente, fue eliminado en segunda ronda por Fernando Verdasco. Gracias a este desempeño, ingresó por primera vez en su carrera al top 100 del ranking ATP, alcanzando la posición N.º 100 el 23 de marzo de 2015.
Duckworth también se clasificó para el Masters 1000 de Miami, donde avanzó a la segunda ronda, instancia en la que nuevamente fue derrotado por Verdasco. A continuación, regresó al circuito Challenger, compitiendo en los torneos de San Luis donde alcazo las semifinales perdiendo ante Guido Pella por 3-6, 3-6, en el Challenger de Anning y Burdeos, donde alcanzó los cuartos de final y la segunda ronda, respectivamente.
En mayo, participó en el torneo ATP 250 de Niza, donde, tras ingresar al cuadro principal como lucky loser, venció a los también lucky losers Frances Tiafoe y Quentin Halys, lo que le permitió alcanzar su segundo cuarto de final en un torneo del ATP Tour. En esa instancia fue superado en sets corridos por Borna Ćorić.
Durante Wimbledon, Duckworth consiguió su primera victoria en el cuadro principal del torneo, remontando un marcador adverso de dos sets en contra para imponerse al tunecino Malek Jaziri en cinco sets. Sin embargo, fue eliminado en la segunda ronda por su compatriota Sam Groth.
En el Abierto de Estados Unidos, Duckworth cayó en la primera ronda frente al surcoreano Hyeon Chung en sets corridos. En el tramo final de la temporada, disputó varios torneos Challenger, alcanzando los cuartos de final en Ho Chi Minh, Ningbo y Knoxville. Finalizó el año en el puesto N.º 120 del ranking ATP.

### 2016: Primera final de dobles ATP, lesión de codo y caída en el ranking
Duckworth comenzó su temporada 2016 en el Brisbane International, donde fue eliminado en la primera ronda por Dominic Thiem. En la modalidad de dobles, formó pareja con Chris Guccione y alcanzó su primera final ATP, siendo derrotados por la dupla compuesta por Henri Kontinen y John Peers.
Posteriormente, recibió una invitación para disputar el torneo de Sídney, en el que venció a Íñigo Cervantes en la primera ronda, pero cayó en la segunda frente a Jérémy Chardy. En el Abierto de Australia, también como invitado, fue eliminado en la ronda inicial por Lleyton Hewitt, quien disputaba su último torneo como profesional.
Tras el primer Grand Slam del año, Duckworth sufrió una rotura del tendón flexor del codo derecho y, poco tiempo después, se fracturó la muñeca izquierda durante una sesión de sprints. Estas lesiones lo alejaron de la competición durante cuatro meses, lo que provocó una significativa caída en el ranking, quedando fuera del top 200.
Regresó al circuito en mayo, donde conquistó el título del ITF China F6 en Wuhan, seguido por una victoria en el Challenger de Bangkok. Su desempeño en la temporada de césped fue limitado, ganando un solo partido en fases de clasificación. En julio, se clasificó para el cuadro principal del Citi Open en Washington, donde alcanzó la segunda ronda, siendo eliminado por el máximo favorito, John Isner.
Duckworth también participó en la fase previa de la Rogers Cup y del Atlanta Open, perdiendo ambos encuentros en el tie-break del último set de la ronda final de la clasificación. En el Abierto de Estados Unidos recibió una wild card y logró una victoria en primera ronda frente a Robin Haase perdiendo en la segunda ronda ante el noveno preclasificado Jo-Wilfried Tsonga en 4 set.
En noviembre, cerró su temporada con fuerza al conquistar dos títulos Challenger más: en Canberra, venciendo a su compatriota Marc Polmans en la final, y en Japón, superando a Tatsuma Ito. Finalizó el año en la posición N.º 103 del ranking mundial.

### 2017: Cirugía del pie
Duckworth comenzó la temporada en el Abierto de Australia de 2017, donde obtuvo la clasificación directa por primera vez en su carrera. Perdió contra Paolo Lorenzi en la primera ronda en cuatro set.  Poco después de la derrota, Duckworth se sometió a una cirugía de pie y no volvió a jugar en 2017, terminando el año en el puesto 992 del ranking.

### 2018: Regreso
Duckworth inició el año 2018 con intentos en la fase clasificatoria del Torneo de Brisbane donde perdió en tres set ante Ernesto Escobedo y en el Abierto de Australia, sin éxito en perdió en la segunda ronda de la clasificación. Posteriormente, en Roland Garros, fue derrotado por el no. 3 del mundo Marin Čilić en la primera ronda en sets corridos. En junio, alcanzó la final del ITF Turquía F22, pero tuvo que retirarse del encuentro.
En Wimbledon, Duckworth perdió en la primera ronda frente al cuarto preclasificado Alexander Zverev por 5-7, 2-6, 0-6. Sin embargo, en el Torneo de Washington, logró una victoria en su primer partido en el ATP World Tour en más de 18 meses, frente a Thai-Son Kwiatkowski por 6-3, 7-5, en la segunda ronda superó a Jason Kubler, perdiendo en tres set en los cuartos de final ante Stéfanos Tsitsipás. En el Abierto de Estados Unidos, fue eliminado por Andy Murray en la primera ronda tras ganar el primer set en tie-break perdió los siguientes tres por 6-3, 7-5, 6-3. Tras esto Duckworth logró su primer título en dos años al ganar el Challenger de Cary, tras lograr 7 victorias seguidas luego de tener que disputar la clasificación, lo que marcó un importante regreso a la senda del éxito, donde derrotó al cabeza de serie no.5 en las semifinales Bjorn Fratangelo por 6-3, 6-4 y en la final se impuso ante Reilly Opelka en sets corridos (7-6, 6-3), en el torneo solo perdió 2 set. Al final de la temporada, terminó en la posición N.º 234 del ranking ATP.

### 2019: Cuatro títulos Challenger, sexto wildcard del Abierto de Australia, regreso al Top 100
Duckworth comenzó 2019 con derrotas en la primera ronda del Torneo de Brisbane, el Torneo de Sídney y el Abierto de Australia, torneo en el que recibió su sexto comodín, perdiendo ante en segundo preclasificado y eventual finalista Rafael Nadal. Después de estos reveses, volvió a la gira de Challenger asiática, donde se llegó a la final del Challenger de Bangkok y se coronó campeón del Challenger II de Bangkok 2019 tras derrotar a Alejandro Davidovich Fokina por 6-4, 6-3.
En mayo, fue eliminado en la primera ronda de la clasificación para Roland Garros 2019, y en junio cayó en la segunda ronda de la clasificación para Wimbledon. En julio, regresó a la gira asiática de Challengers, alcanzando la final del  Challenger de Yokkaichi y ganando el Challenger de Baotou. En octubre llegó a la final del Challenger de Las Vegas perdiedo en tres set ante el canadiense Vasek Pospisil. En noviembre ganó los challengers de Playford  y de Pune, con estos buenos resultados le permitieron regresar al Top 100 el 18 de noviembre de 2019.

### 2020: Primera semifinal ATP, cuartos de final de dobles del Abierto de Australia, fuera del Top 100
En febrero de 2020, Duckworth alcanzó su primera semifinal en el ATP Tour, en el torneo de Pune, India, donde fue derrotado por Egor Gerasimov en sets seguidos. También en ese mes, ganó el Challenger de Bengaluru tras vencer a Benjamin Bonzi en sets corridos, por 6-4, 6-4. Lo que le permitió conseguir su undécimo título Challenger de individuales. Como consecuencia de su buen desempeño, alcanzó el puesto N.º 71 en el ranking ATP el 17 de febrero de 2020.

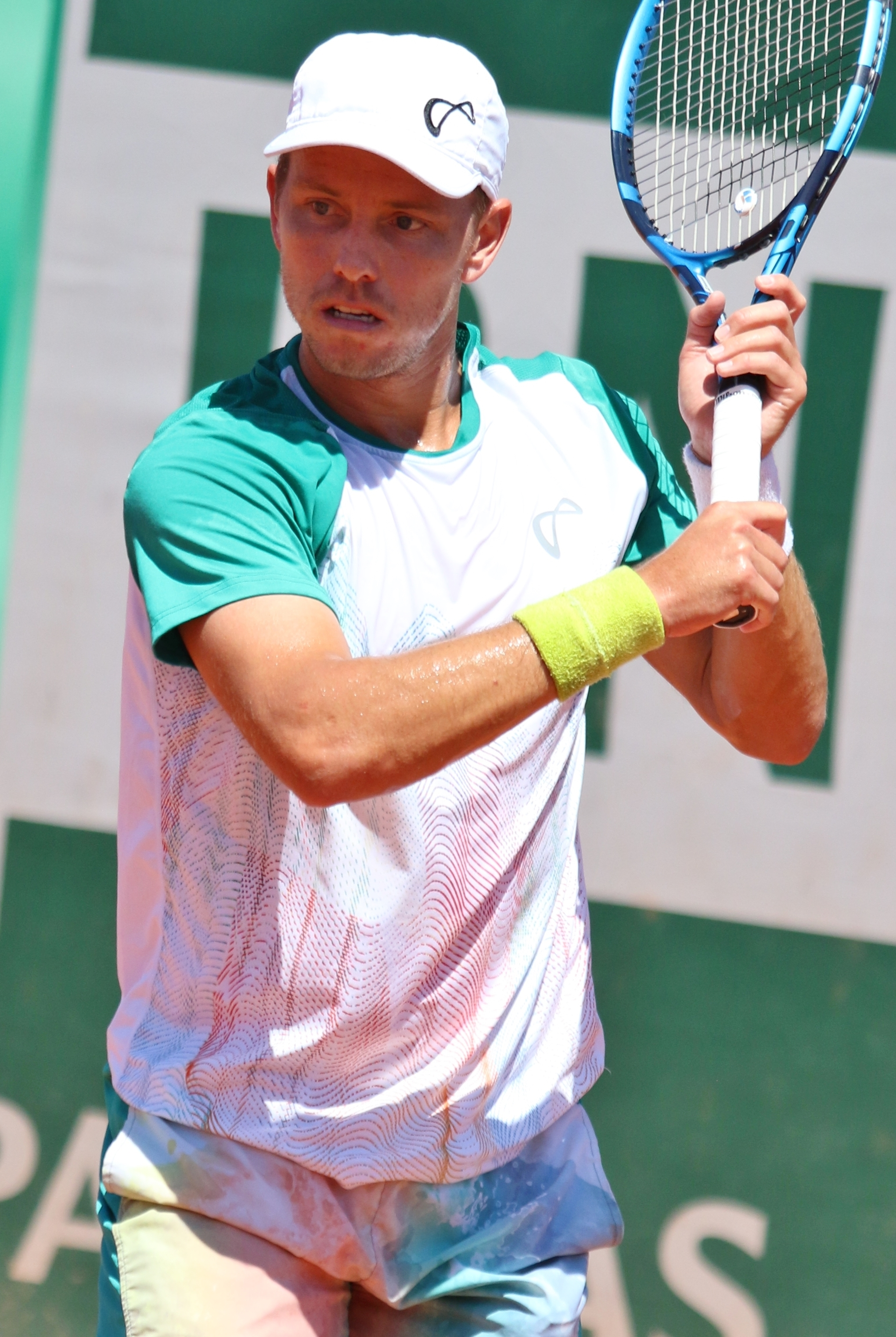
Duckworth durante el Torneo de Roland Garros 2021.

Con la suspensión del tenis debido a la pandemia de COVID-19, Duckworth no pudo continuar con su racha de victorias. En los torneos retomados, fue eliminado en la primera ronda tanto del Abierto de Estados Unidos como de Roland Garros. Al finalizar el año, se encontraba en la posición N.º 103 del ranking mundial

### 2022-2023: Debut en la ATP Cup, fuera del Top 100, histórico 13.º título Challenger
En 2022, Duckworth inició la temporada en el Abierto de Australia 2022, donde perdió en primera ronda ante Adrian Mannarino en 5 sets, posteriormente sucedió lo mismo en el Torneo de Roland Garros 2022 donde fue derrotado en sets corridos ante Elias Ymer. En julio obtuvo su mejor resultado de la temporada al hacer semifinales en el Challenger de Porto 2022. Luego llegó hasta los cuartos de final del Torneo de Newport 2022, donde fue derrotado por su compatriota Jason Kubler en sets corridos.
En el Abierto de Estados Unidos 2022, logró avanzar a la segunda ronda tras superar a su compatriota Christopher O'Connell en cuatro set, pediendo ante Daniel Evans por el mismo resultado. Tras este resultado llegó hasta las finales del Challenger de Cassis 2022 perdiendo ante el local Hugo Grenier en sets corridos.
Alcanzó los cuartos de final en el Torneo de San Diego, donde derrotó a su compatriota Alexei Popyrin y a Mitchell Krueger. Sin embargo, cayó fuera del Top 100 del ranking ATP el 26 de septiembre de 2022, ubicándose en el puesto N.º 109.
En 2023, llegó a la final del Challenger de Burnie 2023, donde perdió por 6-3, 6-3 ante Rinky Hijikata. Duckworth alcanzó la final del  Challenger de Bengaluru 2023 donde cayó derrotado ante Max Purcell, después de ganar el primer set, Duckworth sufrió una derrota en los dos siguientes, cayendo en la final. Posteriormente perdió su tercera final consecutiva, esta vez ante Thiago Agustín Tirante por 7-5, 6-0, en el Challenger de Morelos.
Abierto de Estados Unidos 2023, no logró superar la última ronda de clasificación, pero consiguió acceder al cuadro principal como "lucky loser". Sin embargo, fue derrotado en la primera ronda por Felipe Meligeni Alves en tres sets.
Logró clasificarse para el Masters 1000 en Shanghái, donde cayo en su debut en tres set frente a Yannick Hanfmann. En octubre, ganó su decimotercer título Challenger en el nuevo Challenger Shenzhen II 2023, y en la semana siguiente conquistaria el Challenger de Playford ambos títulos tras superar a Bu Yunchaokete en la final, lo que lo convirtió en el jugador australiano con más títulos de individuales en la historia del ATP Challenger Tour, consolidando su legado en este circuito.

### 2024-2025: Wildcard del Abierto de Australia, regresó al Top 100
Gracias a sus buenos resultados en 2023, Duckworth inició la temporada alcanzado los cuartos de final en el Torneo de Brisbane 2024, donde superó a Jeffrey John Wolf y Yannick Hanfmann antes de perder ante el primer sembrado Holger Rune y con ello regresó al Top 100 del ranking ATP el 8 de enero de 2024. Recibió una wildcard para el Abierto de Australia de 2024, su Grand Slam local donde perdería en su debut en un partido que se fue al quinto set frente a Luca Van Assche. En marzo perdió la final del Challenger de Shenzhen 2024, a manos de Lloyd Harris en dos set por 6-3, 6-3. 
Tras superar la clasificación en el Torneo de Stuttgart 2024, alcanzando los cuartos de final tras conseguir una histórica victoria sobre Ben Shelton en tres sets. Sin embargo, fue eliminado en esa instancia por Matteo Berrettini, quien lo derrotó en sets corridos. 
Ocupando la posición N.º 78 del mundo y logró ingresar al cuadro principal del Campeonato de Wimbledon 2024 como perdedor afortunado, lo que marcó otro hito en su carrera, perdiendo en sets corridos ante su compatriota y noveno preclasificado Álex de Miñaur, los tres set se decidieron por desempate. No superó la clasificación del Masters de Canadá, pero accedió al cuadro principal como lucky loser, superando a Marcos Giron (6-4, 6-1) y perdiendo contra el sexto preclasificado Casper Ruud por 2-6, 7-6 (7-5), 3-6. En octubre ganó el Challenger de Hangzhou 2024, luego de derrotar a Mackenzie McDonald en la final.
El 2025 lo inició con una victoria en el Abierto de Australia 2025, en primera ronda contra Dominic Stricker por un sólido 6-2, 6--4, 6-2, para acceder a la segunda ronda donde cayó en set corridos ante Roberto Carballés. Tras no superar ninguna de las clasificaciones en la gira Norteamericana, alcanzó su primera final de la temporada en el Challenger de Morelia 2025 donde perdió en tres set ante Dmitri Popkó.
Duckworth se coronó campeón del Challenger de San Luis Potosí 2025 tras una destacada actuación en el torneo. En la final, derrotó a Max Wiskandt por 6-1, 6-1, cerrando de manera perfecta su participación, ya que no perdió ningún set durante todo el torneo, alcanzando su dieciseisavo título a nivel ATP Challenger Tour.

## Títulos ATP (0; 0+0)

### Individual (0)
| Leyenda                         |
| Grand Slam (0)                  |
| ATP Wourld Tour Finals (0)      |
| ATP Masters 1000 World Tour (0) |
| ATP World Tour 500 series (0)   |
| ATP World Tour 250 series (0)   |

#### Finalista (1)
| N.º | Fecha                    | Torneo | Superficie | Oponente en la final | Resultado   |
| --- | ------------------------ | ------ | ---------- | -------------------- | ----------- |
| 1.  | 26 de septiembre de 2021 | Astaná | Dura (i)   | Soon-Woo Kwon        | 6-7(6), 3-6 |

### Dobles (0)
| Leyenda                         |
| Grand Slam (0)                  |
| ATP Wourld Tour Finals (0)      |
| ATP Masters 1000 World Tour (0) |
| ATP World Tour 500 series (0)   |
| ATP World Tour 250 series (0)   |

#### Finalista (1)
| N.º | Fecha               | Torneos  | Superficie | Pareja         | Oponentes                 | Resultado   |
| --- | ------------------- | -------- | ---------- | -------------- | ------------------------- | ----------- |
| 1.  | 10 de enero de 2016 | Brisbane | Dura       | Chris Guccione | Henri Kontinen John Peers | 6-7(4), 1-6 |

## Títulos Challenger; 15 (14 + 1)
| Leyenda             | Individuales | Dobles |
| ------------------- | ------------ | ------ |
| ATP Challenger Tour | 14           | 1      |

### Individual
| N.º | Fecha      | Torneo                        | Superficie    | Oponentes en la final       | Resultado        |
| --- | ---------- | ----------------------------- | ------------- | --------------------------- | ---------------- |
| 1.  | 28.07.2014 | Challenger de Lexington       | Dura          | James Ward                  | 6-3, 6-4         |
| 2.  | 02.11.2014 | Challenger de Charlottesville | Dura (i)      | Liam Broady                 | 5-7, 6-3, 6-2    |
| 3.  | 22.05.2016 | Challenger de Bangkok         | Dura          | Sam Barry                   | 7-6(5), 6-4      |
| 4.  | 06.11.2016 | Challenger de Canberra        | Dura          | Marc Polmans                | 7-5, 6-3         |
| 5.  | 20.11.2016 | Challenger de Toyota          | Carpet (i)    | Yuichi Sugita               | 7-5, 4-6, 6-1    |
| 6.  | 16.09.2018 | Challenger de Cary            | Dura          | Reilly Opelka               | 7-6(4), 6-3      |
| 7.  | 08.02.2019 | Challenger de Bangkok         | Dura          | Alejandro Davidovich Fokina | 6-4, 6-3         |
| 8.  | 09.08.2019 | Challenger de Baotou          | Tierra        | Sasikumar Mukund            | 6-4, 6-3         |
| 9.  | 03.11.2019 | Challenger de Playford        | Dura          | Yasutaka Uchiyama           | 7-6(2), 6-4      |
| 10. | 17.11.2019 | Challenger de Pune            | Dura          | Jay Clarke                  | 4-6, 6-4, 6-4    |
| 11. | 16.02.2020 | Challenger de Bengaluru       | Dura          | Benjamin Bonzi              | 6-4, 6-4         |
| 12. | 19.09.2021 | Challenger de Estambul II     | Dura          | Tung-Lin Wu                 | 6-4, 6-2         |
| 13. | 13.10.2024 | Challenger de Hangzhou        | Dura          | Mackenzie McDonald          | 2-6, 7-6(5), 6-4 |
| 14. | 20.04.2025 | Challenger de San Luis Potosí | Tierra batida | Max Wiskandt                | 6-1, 6-1         |

### Dobles
| N.º | Fecha      | Torneo               | Superficie | Compañero             | Oponentes en la final          | Resultado |
| --- | ---------- | -------------------- | ---------- | --------------------- | ------------------------------ | --------- |
| 1.  | 13.04.2013 | Challenger de Itajaí | Tierra     | Pierre-Hugues Herbert | Guilherme Clézar Fabricio Neis | 7-5, 6-2  |